# Mistrovství světa v pozemním hokeji žen 1990
7. mistrovství světa v pozemním hokeji žen se odehrálo ve dnech 2. až 13. května 1990 v Sydney. Turnaj byl posledním velkým turnajem v pozemním hokeji před znovusjednocením Německa. Turnaje se tak naposled mohlo zúčastnit Západní i Východní Německo. Západní Německo obsadilo 8. místo a Východní Německo se na turnaj nekvalifikovalo.

## Program turnaje
Turnaje se zúčastnilo 12 týmů, které byly rozděleny do 2 šestičlenných skupin, ve kterých se hrálo způsobem jeden zápas každý s každým a poté týmy na 1. a 2. místě ve skupinách postoupily do semifinále. Týmy na 3. a 4. místě hrály o 5. až 8. místo a týmy na 5. a 6. místě hrály o 9. až 12. místo.

## Základní skupiny

### skupina A
- 2. května
- Austrálie – Čína 3:0
- 3. května
- Anglie – Argentina 1:0
- SRN – Japonsko 2:0
- 4. května
- Anglie – Japonsko 1:0
- Austrálie – Argentina 1:1
- SRN – Čína 3:1
- 6. května
- Austrálie – SRN 2:1
- Anglie – Čína 2:0
- Argentina – Japonsko 0:0
- 7. května
- Anglie – SRN 0:0
- 8. května
- Čína – Argentina 2:0
- Austrálie – Japonsko 2:0
- 9. května
- SRN – Argentina 3:1
- Čína – Japonsko 1:1
- Austrálie – Anglie 0:0

| Poř. | Tým       | Z | V | R | P | VG | OG | B |
| ---- | --------- | - | - | - | - | -- | -- | - |
| 1.   | Austrálie | 5 | 3 | 2 | 0 | 8  | 2  | 8 |
| 2.   | Anglie    | 5 | 3 | 2 | 0 | 4  | 0  | 8 |
| 3.   | SRN       | 5 | 3 | 1 | 1 | 9  | 4  | 7 |
| 4.   | Čína      | 5 | 1 | 1 | 3 | 4  | 9  | 3 |
| 5.   | Argentina | 5 | 0 | 2 | 3 | 2  | 7  | 2 |
| 6.   | Japonsko  | 5 | 0 | 2 | 3 | 1  | 6  | 2 |

### Skupina B
- 2. května
- Kanada – Nový Zéland 1:0
- Jižní Korea – Španělsko 7:0
- Nizozemsko – USA 3:0
- 3. května
- Nový Zéland – Jižní Korea 1:0
- Kanada – USA 1:1
- 4. května
- Nizozemsko – Španělsko 3:0
- 5. května
- Španělsko – USA 3:1
- Nizozemsko – Nový Zéland 3:0
- Jižní Korea – Kanada 1:0
- 7. května
- Nizozemsko – Jižní Korea 0:0
- Nový Zéland – USA 6:1
- Španělsko – Kanada 3:0
- 8. května
- Jižní Korea – USA 9:0
- Nový Zéland – Španělsko 1:1
- 9. května
- Nizozemsko – Kanada 2:0

| Poř. | Tým         | Z | V | R | P | VG | OG | B |
| ---- | ----------- | - | - | - | - | -- | -- | - |
| 1.   | Nizozemsko  | 5 | 4 | 1 | 0 | 11 | 0  | 9 |
| 2.   | Jižní Korea | 5 | 3 | 1 | 1 | 17 | 1  | 7 |
| 3.   | Nový Zéland | 5 | 2 | 1 | 2 | 8  | 6  | 5 |
| 4.   | Španělsko   | 5 | 2 | 1 | 2 | 7  | 12 | 5 |
| 5.   | Kanada      | 5 | 1 | 1 | 3 | 2  | 7  | 4 |
| 6.   | USA         | 5 | 0 | 1 | 4 | 3  | 22 | 1 |

## Zápasy o umístění
11. května se odehrály oba zápasy o 5. až 8. místo a obě semifinále. 12. května se odehrály oba zápasy o 9. až 12. místo, zápas o 7. místo a zápas o 5. místo. 13. května se odehrály zápas o 11. místo, zápas o 9. místo, zápas o 3. místo a finále.

### Schéma zápasů o 9. až 12. místo
|  | O 9. až 12. místo | O 9. až 12. místo | O 9. až 12. místo |  |  | O 9. místo  | O 9. místo  | O 9. místo  |
|  |                   |                   |                   |  |  |             |             |             |
|  | 5.A               | Argentina         | 4                 |  |  |             |             |             |
|  | 6.B               | USA               | 0                 |  |  |             |             |             |
|  |                   |                   |                   |  |  | 5.A         | Argentina   | 1 (pen.:4)  |
|  |                   |                   |                   |  |  | 5.B         | Kanada      | 1 (pen.:2)  |
|  | 5.B               | Kanada            | 1                 |  |  |             |             |             |
|  | 6.A               | Japonsko          | 0                 |  |  | O 11. místo | O 11. místo | O 11. místo |
|  |                   |                   |                   |  |  | 6.B         | USA         | 1           |
|  |                   |                   |                   |  |  | 6.A         | Japonsko    | 3           |

### Schéma zápasů o 5. až 8. místo
|  | O 5. až 8. místo | O 5. až 8. místo | O 5. až 8. místo |  |  | O 5. místo | O 5. místo  | O 5. místo |
|  |                  |                  |                  |  |  |            |             |            |
|  | 3.A              | SRN              | 1                |  |  |            |             |            |
|  | 4.B              | Španělsko        | 2                |  |  |            |             |            |
|  |                  |                  |                  |  |  | 4.B        | Španělsko   | 1          |
|  |                  |                  |                  |  |  | 4.A        | Čína        | 0          |
|  | 3.B              | Nový Zéland      | 0 (pen.:4)       |  |  |            |             |            |
|  | 4.A              | Čína             | 0 (pen.:5)       |  |  | O 7. místo | O 7. místo  | O 7. místo |
|  |                  |                  |                  |  |  | 3.A        | SRN         | 1          |
|  |                  |                  |                  |  |  | 3.B        | Nový Zéland | 4          |

### Schéma zápasů o medaile
|  | Semifinále | Semifinále  | Semifinále |  |  | Finále      | Finále      | Finále      |
|  |            |             |            |  |  |             |             |             |
|  | 1.A        | Austrálie   | 2          |  |  |             |             |             |
|  | 2.B        | Jižní Korea | 1          |  |  |             |             |             |
|  |            |             |            |  |  | 1.A         | Austrálie   | 1           |
|  |            |             |            |  |  | 1.B         | Nizozemsko  | 3           |
|  | 1.B        | Nizozemsko  | 5          |  |  |             |             |             |
|  | 2.A        | Anglie      | 0          |  |  | Třetí místo | Třetí místo | Třetí místo |
|  |            |             |            |  |  | 2.B         | Jižní Korea | 3           |
|  |            |             |            |  |  | 2.A         | Anglie      | 2           |

## Konečné pořadí
| Poř. | Tým         |
| ---- | ----------- |
| 1.   | Nizozemsko  |
| 2.   | Austrálie   |
| 3.   | Jižní Korea |
| 4.   | Anglie      |
| 5.   | Španělsko   |
| 6.   | Čína        |
| 7.   | Nový Zéland |
| 8.   | SRN         |
| 9.   | Argentina   |
| 10.  | Kanada      |
| 11.  | Japonsko    |
| 12.  | USA         |